# 五十野海大
五十野 海大（いその かいと、2001年3月13日 - ）は、ジャパンラグビーリーグワンレッドハリケーンズ大阪に所属するラグビー選手。

## プロフィール
- ポジションはロック(LO)。
- 身長 182 cm、体重 107 kg

## 来歴
2019年、八幡工業高校卒業後、大阪体育大学に入学。
2022年、大阪体育大学ラグビー部の副将に就任
2023年1月、アーリーエントリーでNTTドコモレッドハリケーンズ大阪(現・レッドハリケーンズ大阪)に加入。同年3月、大阪体育大学卒業。同年4月15日に行われたJAPAN RUGBY LEAGUE ONE第14節キューデンヴォルテクス戦にて途中出場でリーグワン公式戦初出場を果たした。
2024年5月、ブリスベンに留学。